# 張濟 (武威)
張濟（2世纪？—196年），涼州武威郡袓厲縣人，東漢末期人物，牛輔部下。張繡的叔父。

## 生平

### 牛輔部下
初平三年（192年），張濟被牛輔派往與李傕及郭汜領數萬兵討伐朱儁於中牟，戰勝，大掠陳留、潁川諸郡。

### 屯兵弘農
在董卓與牛輔被殺之後，李傕等人乞求王允赦免，被拒絕。眾人聽從賈詡之見，率軍攻入長安，殺王允，迫走呂布，被封為镇东将军、平陽侯，屯弘農。

### 和解鬥爭
興平二年（195年），樊稠被李傕殺害，郭汜懷疑李傕欲毒害自己而與李傕互相攻打。天子遣使議和二人，遭拒。後楊奉領兵叛逃李傕，令其勢力大減，張濟來到和解二人，李傕便答允。

### 失去天子
張濟提議天子往東遷，天子亦欲回洛陽，令眾人護送。汉献帝以张济为骠骑将军，开府如三公。張濟因與楊奉、董承不合，再度與郭汜、李傕聯合欲劫回天子，大敗楊定等，但天子成功逃出，為張楊迎接。
建安元年（196年），張濟自關中引兵入荊州界，至南陽，攻穰城（在今河南省鄧州市），中流矢而死。

## 家庭
- 張繡，張濟從子，張濟死後領導餘眾。
- 張濟妻，姓名不詳，三國演義為鄒氏，曹操納之，張繡以此不滿，叛變，大敗曹操。
- 张姜子，张济之妹，仅见于道教类书籍（最早见于陶弘景《真誥》、后多被引用，比如陈寅恪《柳如是别传》等），略云：“张姜子，西州人，张济妹也。”

## 影視形象
- 2016年电视剧《武神赵子龙》：闫巍饰張濟

## 评价
- 李贽：“张济可用。”
- 钟伯敬：“张济还有手段。”
- 蔡东藩《后汉演义》：“张济杨奉董承，亦无一非贼。”